# Nowaja daroha
Nowaja daroha (biał. Новая дарога) – kolaboracyjne pismo białoruskie na Białostocczyźnie podczas II wojny światowej
Pierwszy numer gazety ukazał się w 1942 roku w okupowanym Białymstoku. Wychodziła ona co tydzień w języku białoruskim. Wydawana była przez Białoruskie Wydawnictwo Narodowe. Funkcję redaktora naczelnego pełnił Chwiedar Iljaszewicz, który przewodniczył Zjednoczeniu Białoruskiemu. W redakcji pracował m.in. Juryj Popka i Masiej Siadniou. W gazecie publikowano komunikaty wojenne, artykuły i felietony dotyczące sytuacji społeczno-gospodarczej na okupowanych terenach białoruskich, czy życia ludności białoruskiej, szczególnie na Białostocczyźnie, recenzje wydawanych książek i wystąpień teatralnych. Ukazywała się kronika kulturalna. Drukowano utwory literackie pisarzy i poetów białoruskich. Teksty miały charakter antysemicki, antypolski i antyrosyjski oraz proniemiecki. Gazeta przestała wychodzić w połowie 1944 roku. Ogółem wyszło ponad 100 numerów.